# Brent Laing
Brent Laing (* 10. Dezember 1978 in Meaford, Ontario) ist ein kanadischer Curler. Derzeit spielt er als Second im Team von John Epping.

## Karriere
Laing begann seine Karriere als Lead im Team von John Morris, mit dem er die Juniorenweltmeisterschaften 1998 und 1999 gewinnen konnte. 2002 stand er mit diesem Team zum ersten Mal ins Finale der kanadischen Herrenmeisterschaft The Brier und gewann die Silbermedaille. 
2004 wechselte Laing zum Team von Glenn Howard, um dort an der Position des Second zu spielen. Mit diesem Team wurde er zweimal Weltmeister: 2007 durch einen Finalsieg gegen die deutsche Mannschaft um Andreas Kapp und 2012 durch einen Sieg über das schottische Team um Tom Brewster. 2007 und 2012 gewann er die kanadische Meisterschaft; 2006, 2008, 2010 und 2011 errang er die Silbermedaille und 2009 und 2013 die Bronzemedaille.
Zur Saison 2014/2015 wechselte Laing zum Team von Kevin Koe. Nach dem Gewinn der kanadischen Meisterschaft 2016 durch einen Finalsieg über das Team von Brad Gushue nahm er mit dem Team Koe für Kanada an der Weltmeisterschaft 2016 in Basel teil. Das Team gewann zehn der elf Spiele der Round Robin und schlug das dänische Team um Rasmus Stjerne sowohl im Page-Playoff-Spiel 1. gegen 2. als auch im Finale. Bei der kanadischen Meisterschaft 2017 konnte er erneut in das Finale einziehen, verlor aber gegen Brad Gushue. 
Im November 2017 gewann er mit dem Team Koe den kanadischen Ausscheidungswettbewerb (Roar of the Rings) durch einen Finalsieg gegen das Team von Mike McEwen und vertrat Kanada bei den Olympischen Winterspielen 2018 in Pyeongchang. Die Mannschaft stand nach sechs Siegen und drei Niederlagen nach der Round Robin auf dem zweiten Platz. Im Halbfinale verloren die Kanadier gegen das Team USA um John Shuster und auch das Spiel um Platz drei gegen die Schweiz mit Skip Peter de Cruz ging verloren. Es war das erste Mal, dass eine kanadische Herrenmannschaft keine Medaille bei den Olympischen Winterspielen gewann.
Im Frühjahr 2018 gab er seinen Wechsel zum Team von John Epping bekannt.

## Privatleben
Laing ist mit der ebenfalls erfolgreichen Curlerin Jennifer Jones verheiratet. Die beiden haben zwei Kinder.